# Alfa Romeo 900
L'Alfa Romeo 900 est un camion de catégorie lourde polyvalent fabriqué par le constructeur italien Alfa Romeo V.I. de 1947 à 1954 et jusqu'en 1958 dans la version Alfa 950.
L'Alfa 900 remplace l'Alfa 800 dans la gamme civile du constructeur italien. 

## Histoire
L'Alfa Romeo 900, présenté au lendemain de la seconde guerre mondiale en 1947, en pleine reconstruction de l'Italie très touchée par les bombardements alliés et sanctionnée au niveau des transpoerts avec l'interdiction de produire des camions de type 6x4, le constructeur milanais lança ce nouveau modèle et l'on crut que ce n'était que la nouvelle version du modèle 800. En effet, la cabine était identique. En fait c'était bel et bien un tout nouveau modèle qui inaugurait un châssis spécifique et une cabine semblable mais légèrement agrandie et améliorée.

L'Alfa Romeo 900 était équipé d'un nouveau moteur diesel 6 cylindres en ligne Alfa Romeo de 9 495 cm3 de cylindrée, développant une puissance de 130 ch à 2 000 tours par minute. Sa vitesse maximale était de 70 km/h.  
Comme tous les poids lourds immatriculés sur le territoire italien jusqu'en 1974, la conduite est à droite. 
Alfa Romeo en dériva une version 6x2 afin d'en augmenter la charge utile. 

## La gamme d'autobus Alfa 900A
À partir de 1952 et jusqu'en 1956, Alfa Romeo livra aux carrossiers industriels spécialisés (Caproni et Macchi notamment) des châssis type 900A surbaissés pour autobus.
La gamme se composait de plusieurs châssis : 
- grand tourisme, 2 essieux dito standard,
- standard, en version autobus interurbain (900A) et bus urbain (900AU), avec 2 essieux d'une longueur totale de 10,30 mètres, conformément au code de la route italien de l'époque,
- articulé à 3 essieux, longueur totale 18,80 et 20,60 mètres,
- articulé avec remorque, 4 essieux pour un usage interurbain, longueur 17,90 mètres.

Tous ces modèles étaient équipés du même moteur 6 cylindres en ligne Alfa Romeo 1606 placé en long à l'avant d'une cylindrée de 9.495 cm3 développant 130 ch à 2 000 tours par minute.

## L'autobus Alfa 902A
À la suite de l'adoption des nouvelles normes italiennes sur les poids et dimensions des véhicules avec notamment l'abandon des sanctions de guerre portant sur l'interdiction de produire des camions de type 6x4 et de limiter la longueur des ensembles routiers, le constructeur milanais apporta de nombreuses modifications à son châssis pour autobus 900A au point de lancer, en 1957, le modèle 902A. 
Le constructeur milanais a apporté de profondes modifications à ses châssis type 900A et a lancé à partir de 1957 le modèle 902A. Cela lui permit de simplifier sa gamme et de rationaliser ses fabrications.
Le châssis type 902A était un châssis surbaissé à 2 essieux permettant une longueur totale standard de 11 mètres. La motorisation restait celle des précédents Alfa 900A. 
Les châssis comprenaient les versions : 
- 902A pour les autobus interurbains,
- 902AS pour les autobus de tourisme,
- 902AU pour les modèles urbains.

## L'Alfa Romeo 950
En 1954, le constructeur milanais décide de répondre positivement à une demande des transporteurs qui voulaient augmenter la visibilité latérale arrière de la cabine. Alfa Romeo lança le modèle 950 qui était une reprise directe du 900 avec l'adjonction d'une vitre à l'arrière de la cabine. Quelques retouches de détail sont apparues dans l'équipement intérieur de la cabine. Le modèle est resté en production jusqu'en 1958, date de l'arrivée de l'Alfa Romeo Mille.

## Sources
- "Camion Alfa Romeo", Massimo Condolo, Ed. Negri
- "Storia illustrata del Camion Italiano", Ed. Negri